# 塞尔维利亚诺
塞尔维利亚诺（義大利語：Servigliano），是意大利费尔莫省的一个市镇。总面积18.47平方公里，人口2367人，人口密度128.2人/平方公里（2009年）。ISTAT代码为044069。